# Катастрофа Boeing 737 под Питтсбургом
Катастрофа Boeing 737 под Питтсбургом — крупная авиационная катастрофа, произошедшая в четверг 8 сентября 1994 года. Авиалайнер Boeing 737-3B7 авиакомпании USAir выполнял плановый рейс AWE 427 по маршруту Чикаго—Питтсбург—Палм-Бич, но при заходе на посадку в Питтсбурге внезапно опрокинулся влево и рухнул на землю в 10 километрах от аэропорта Питтсбурга. Погибли все находившиеся на его борту 132 человека — 127 пассажиров и 5 членов экипажа.

## Самолёт
Boeing 737-3B7 (регистрационный номер N513AU, заводской 23699, серийный 1452) был выпущен в 1987 году (первый полёт совершил 24 сентября). 8 октября того же года был передан авиакомпании USAir под б/н N382AU, 10 ноября 1988 года был перерегистрирован и его бортовой номер сменился на N513AU. Оснащён двумя турбовентиляторными двигателями CFM International CFM56-3B2. На день катастрофы налетал 23 846 часов.

## Экипаж
Самолётом управлял опытный экипаж, состав которого был таким:
- Командир воздушного судна (КВС) — 45-летний Питер Джермано (англ. Peter Germano). Очень опытный пилот, проходил службу в ВВС США, проработал в авиакомпании USAir 13 лет и 7 месяцев (с 4 февраля 1981 года). Управлял самолётами Cessna O-2, BAC 1-11 и Douglas DC-8. В должности командира Boeing 737 — с 25 августа 1988 года (до этого управлял им в качестве второго пилота). Налетал свыше 12 000 часов, 4064 из них на Boeing 737 (3269 из них в качестве КВС).
- Второй пилот — 38-летний Чарльз Б. Эммет III (англ. Charles B. Emmett III). Опытный пилот, проработал в авиакомпании USAir 7 лет и 7 месяцев (с февраля 1987 года). Управлял самолётом Fokker F28. В должности второго пилота Boeing 737 — с 1 мая 1989 года. Налетал 9119 часов, 3644 из них на Boeing 737.

В салоне самолёта работали трое бортпроводников:
- Стэнли Р. Канти (англ. Stanley R. Canty), 29 лет. В USAir с июня 1989 года (ранее работал в Piedmont Airlines).
- Эйприл Л. Слэйтер (англ. April L. Slater), 28 лет. В USAir с июня 1989 года (ранее тоже работала в Piedmont Airlines).
- Сара Э. Слокам-Хэмли (англ. Sarah E. Slocum-Hamley), 28 лет. В USAir с октября 1988 года.

## Хронология событий
Рейс AWE 427 вылетел из Чикаго в 18:10 EDT, на его борту находились 5 членов экипажа и 127 пассажиров. При заходе на посадку в Питтсбурге рейс 427 следовал за рейсом DL1083 авиакомпании Delta Air Lines (самолёт Boeing 727-200); по данным радаров, рейс 427 летел в 6,5 километрах от рейса 1083 на высоте 1800 метров на приборной скорости 351 км/ч.
В 19:02:57 рейс 427 задел спутный след от рейса 1083, но после этого его руль направления внезапно заклинило в левом крайнем положении (на записи речевого самописца в этот момент слышны три резких удара, щелчки и затем ещё более громкий удар); после этого КВС несколько раз сказал: Подожди! а затем: Что это за чертовщина?; второй пилот же крикнул: Вот д…ьмо!. Авиадиспетчер аэропорта Питтсбурга, увидев резкое снижение самолёта, пытался связаться с ним, но КВС успел связаться раньше и передал: Четыре-два-семь, чрезвычайная ситуация!. Лайнер в этот момент резко перевернулся на 60° влево, пролетел в таком положении несколько секунд, затем выполнил «полубочку» (перевернулся шасси вверх) и в таком положении неконтролируемо понёсся к земле, опустив нос вниз на 80°.
В 19:03:25 EDT на скорости 483 км/ч рейс AWE 427 вертикально рухнул в лес примерно в 10 километрах от аэропорта Питтсбурга и полностью разрушился. Все 132 человека на его борту погибли.

## Расшифровка переговоров
Переговоры и записи с речевого самописца рейса AWE 427 в течение последних 3 минут.

## Расследование

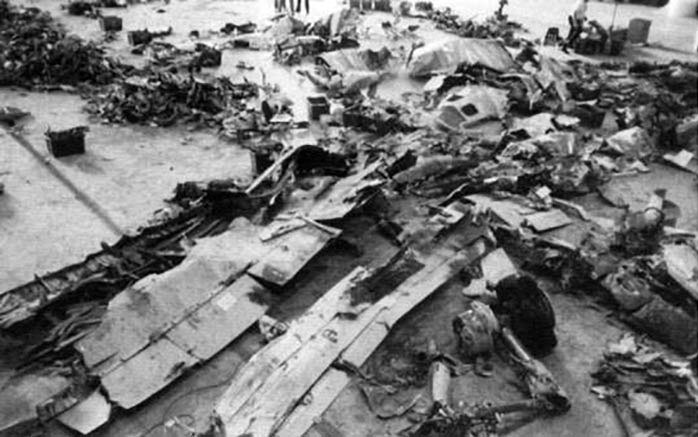
Обломки рейса 427

Расследование причин катастрофы рейса AWE 427 проводил Национальный совет по безопасности на транспорте (NTSB).
Во время расследования также (как и в случае с рейсом United Airlines-585) не было найдено ничего, что могло бы привести к катастрофе.
В 1996 году после инцидента с рейсом Eastwind Airlines-517 было установлено, что причиной катастрофы рейса AWE 427 стала потеря управления из-за заклинивания руля направления в левом положении вследствие заклинивания распределительного устройства рулевого привода.
Окончательный отчёт расследования был опубликован 24 марта 1999 года.

## Культурные аспекты
- Катастрофа рейса 427 USAir показана в 4 сезоне канадского документального сериала Расследования авиакатастроф в серии Скрытая опасность.
- Также она показана в американском документальном телесериале от «MSNBC» Почему разбиваются самолёты[англ.] (англ. Why Planes Crash) в серии Смертоносные дефекты (англ. Fatal Flaws).